# Ecuadorlövtyrann
Ecuadorlövtyrann (Phylloscartes gualaquizae) är en fågel i familjen tyranner inom ordningen tättingar.

## Utseende
Ecuadorlövtyrannen är en rätt liten (11–12 cm) tyrann. Den är grå på hjässan och pannan, med ett vitaktigt ansikte och vitt även på strupen. Resten av undersidan är gul, medan ovansidan är olivgrön, med inslag av svart på vingarna.

## Utbredning och status
Fågeln förekommer i Andernas östsluttning i östra Ecuador och norra Peru (San Martín). IUCN kategoriserar arten som livskraftig.

## Namn
Fågelns vetenskapliga artnamn syftar på orten Gualaquiza i Morona-Santiago, Ecuador.